# Denti di drago (mitologia)

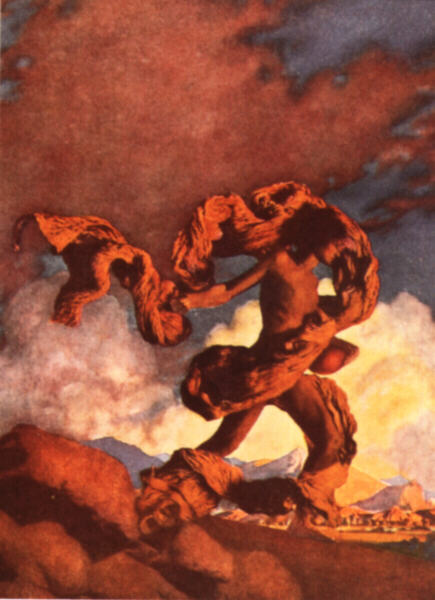
Cadmo semina i denti del drago, di Maxfield Parrish, 1908

Nel mito greco i denti del drago (in greco ὀδόντες (τοῦ) δράκοντος?, odontes (tou) drakontos) sono presenti in primo piano nelle leggende del principe fenicio Cadmo e nella ricerca del vello d'oro da parte di Giasone. In ogni caso, i draghi sono presenti e sputano fuoco. I loro denti, una volta piantati, sarebbero diventati guerrieri completamente armati.

## Miti

### Cadmo
Cadmo, portatore di alfabetizzazione e civiltà, uccise il sacro drago che custodiva la sorgente di Ares. Secondo la Bibliotheca, Atena diede a Cadmo metà dei denti del drago, consigliandogli di seminarli. Quando lo fece, dai solchi balzarono feroci uomini armati, conosciuti come Sparti ( greco antico : Σπαρτοί, traduzione letterale: "seminati [uomini]", da σπείρω, speírō , "seminare"). Cadmo scagliò contro di loro una pietra perché li temeva, ed essi, pensando che la pietra fosse stata lanciata da uno degli altri, si combatterono finché rimasero solo cinque di loro: Echione (futuro padre di Penteo), Udeo, Ctonio, Iperenore e Peloro. Questi cinque aiutarono Cadmo a fondare la città di Tebe, ma Cadmo fu costretto a essere schiavo di Ares per otto anni per espiare l'uccisione del drago. Alla fine dell'anno gli fu data in moglie Armonia, figlia di Afrodite e Ares.
Tuttavia, Ellanico scrive che sorsero solo cinque Sparti, omettendo la battaglia tra di loro. Nella sua versione Zeus dovette intervenire per salvare Cadmo dall'ira di Ares, che voleva ucciderlo. In seguito Echione sposò Agave, la figlia di Cadmo, e il loro figlio Penteo succedette a Cadmo come re.

### Giasone
Allo stesso modo, Giasone fu sfidato dal re Eete della Colchide a seminare i denti di drago di Atena per ottenere il vello d'oro. Medea, figlia di Eete, consigliò a Giasone di lanciare una pietra tra i guerrieri che spuntavano dalla terra. I guerrieri iniziarono a combattere e ad uccidersi a vicenda, senza lasciare alcun sopravvissuto tranne Giasone.

## Riferimenti moderni
Le leggende classiche di Cadmo e Giasone hanno dato origine alla frase "seminare i denti del drago". Questo è usato come metafora per riferirsi a fare qualcosa che ha l'effetto di fomentare controversie. In svedese, il mito è l'origine dell'idioma " draksådd " ( seme del drago ) con il significato di diffondere idee corruttrici o, in senso più ampio, azioni con conseguenze disastrose.
John Milton fa riferimento al mito nella sua Areopagitica.